# Nelson Poynter
Nelson Poynter (Sullivan, 1903 – 1978) è stato un editore statunitense.

## Biografia
Nacque a Sullivan, Indiana, nel 1903. La sua famiglia si trasferì in Florida nove anni più tardi, quando suo padre acquistò il St. Petersburg Times. Nelson tornò in Indiana per conseguire il suo Bachelor of Arts presso l'Indiana University ed infine completò gli studi con un master a Yale nel 1927.
Dopo aver terminato gli studi ricoprì diversi ruoli per conto di testate giornalistiche di tutto il paese. Cominciò a comprare azioni da suo padre nel 1935 e divenne redattore nel 1939. Occupò tale posizione fino alla morte del padre nel 1953, quando venne nominato presidente. Co-fondò la Congressional Quarterly con sua moglie, Henrietta.
Creò il Poynter Fund (fondo monetario) nel 1954 in onore del padre. Lo donò generosamente alle sue due alma mater per arricchirne il programma giornalistico. Il suo più grande lascito fu la fondazione del Modern Media Institute che fu rinominato Poynter Institute dopo la sua morte nel 1978. Il Poynter Institute ricevette tutte le sue quote della Times Publishing Company, proprietaria del St. Petersburg Times (rinominato Tampa Bay Times nel 2012) e la Congressional Quarterly (venduta a The Economist Group nel 2009). La Nelson Poynter Memorial Library, costruita nel 1996, fu edificata in onore di Poynter nel campus della University of South Florida St. Petersburg.